# 深港高速動車組列車
深港高速动车组列车是中国铁路所运营的一条客运路线，往来广东省深圳市深圳北站／福田站及香港特別行政區香港西九龍站。
虽然采用高速动车组列车G字头的车次，但由于广深港高铁深圳北至香港西九龙段的最高运营速度为200公里，因此深港高速動車組列車是全程最高运行时速低于300公里的G字头动车组列车。

## 歷史
- 2018年9月23日，廣深港高鐵香港段通車，深港高速動車組投入服務。
  - 初期每日25對列車來往深圳北（G5701-G5714、G5720-G5755），其中1對列車中途停靠福田站。
  - 來往福田列車每日開行15對列車（G5801-G5810、G5813-G5832），周末（星期五、六、日）及公眾假期額外加開12對（G5833-G5856）。
  - 每日有27對穗港高速動車組列車以及13對由香港西九龍站出發的長途列車停靠深圳北站。其中8班北行及6班南行穗港列車，及1對汕港高速動車組列車亦停靠福田站。
- 2018年10月上旬，有報道指由於12對福田周末班次客量不及預期，計劃於10月26日取消[1]，最終港鐵只停開其中3對下午班次（G5843-G5848），其餘9對繼續營運。2018年香港聖誕節假期及2019年元旦假期前後，該3對班次短暫重開[2]。
- 2019年1月5日，配合中鐵調整全國列車運行圖，深港間列車有以下改動：
  - 微調部分列車起訖時間；
  - 來往深圳北的車次號，由G57XX改為G56XX；
  - 經停福田的深圳北車次增至5對；
  - 增加停靠福田站的過路列車。
- 2019年1月26日，兩班南行列車增停福田站，包括穗港高速動車組列車G6545次，及汕港高速動車組列車G6387次，意味從福田開往香港西九龍的尾班列車延至22：41開出。
- 2019年7月10日，配合中鐵調整全國列車運行圖，深圳北開往香港西九龍的G6387次提早至晚上10時27分開出，10時45分抵达香港西九龍站，同时G6387将不停靠福田站，改由G6587作为福田開往香港西九龍的尾班车[3]。另外亦恢复周末3對往福田的班次。
- 2019年8月1日，深圳北始發的南行G5647次加停福田站。
- 2020年1月30日起因香港西九龙站管制站受湖北省爆發疫情影響而关闭，深港高速動車組列車所有班次暂时停运[4]，已購票乘客可獲無條件退款[5][6]。
- 2023年1月15日，列车恢复开行。
- 2023年7月1日全國鐵路調整運行圖，香港西九龙站往返深圳北站的班次由49班增加至51班，而往返福田站的班次則由30班增加至38班[7]。
- 2023年8月14日起，福田至香港西九龙站间始发终到列车推出“灵活行即日变更车次安排”，乘客在办理过一次改签或超过改签时效后，可于票面乘车日期当日办理三次灵活行变更车次手续[8]。2024年3月18日起，“灵活行”服务扩展至来往深圳北站的车次[9]。
- 2023年12月22日至26日、12月29日至2024年1月1日期间，深港间增加11對列車班次，其中来往深圳北站1对，其余均为来往福田站的班次[10]。
- 2024年1月10日全國鐵路調整運行圖，加密往来香港西九龙站至福田站列车班次，福田往西九龙末班车延长至22时31分，西九龙往福田末班车延长至23时[11]。

## 运行概况
以下信息截至2024年6月15日：
- 香港西九龙至深圳北：

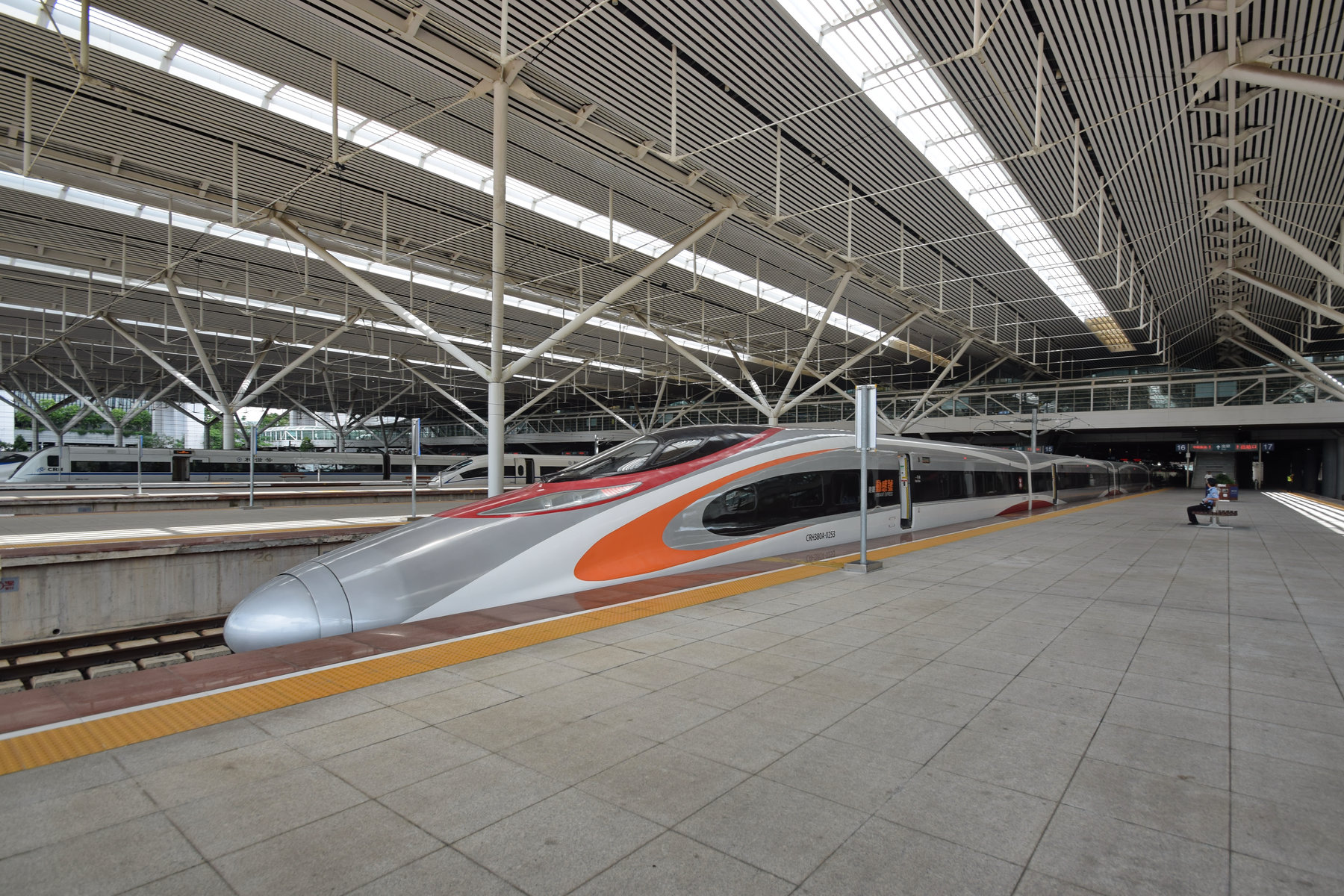
一列動感號高速動車組停靠在深圳北站。

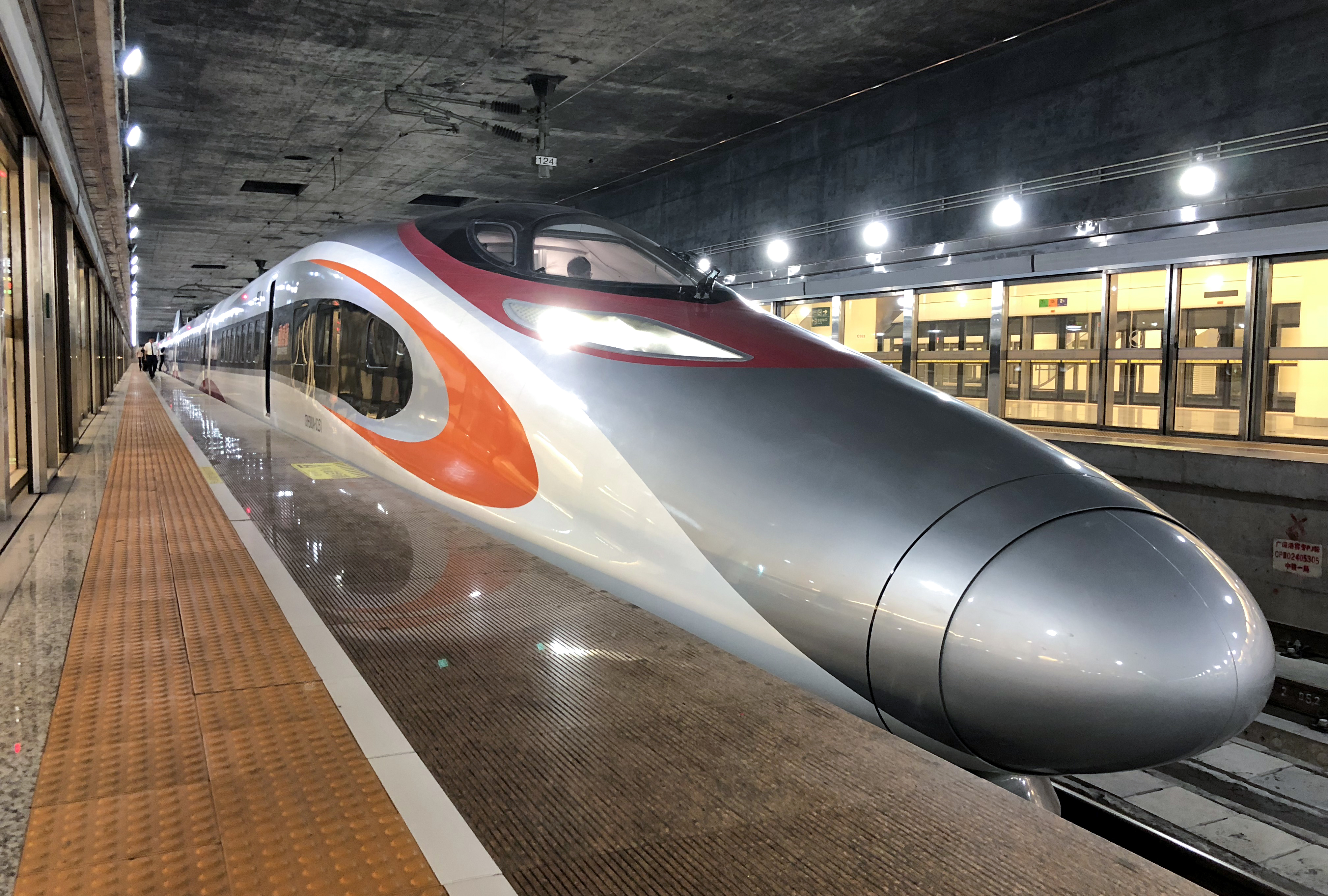
港铁CRH380A担当的G5827次列车在福田站等待開出

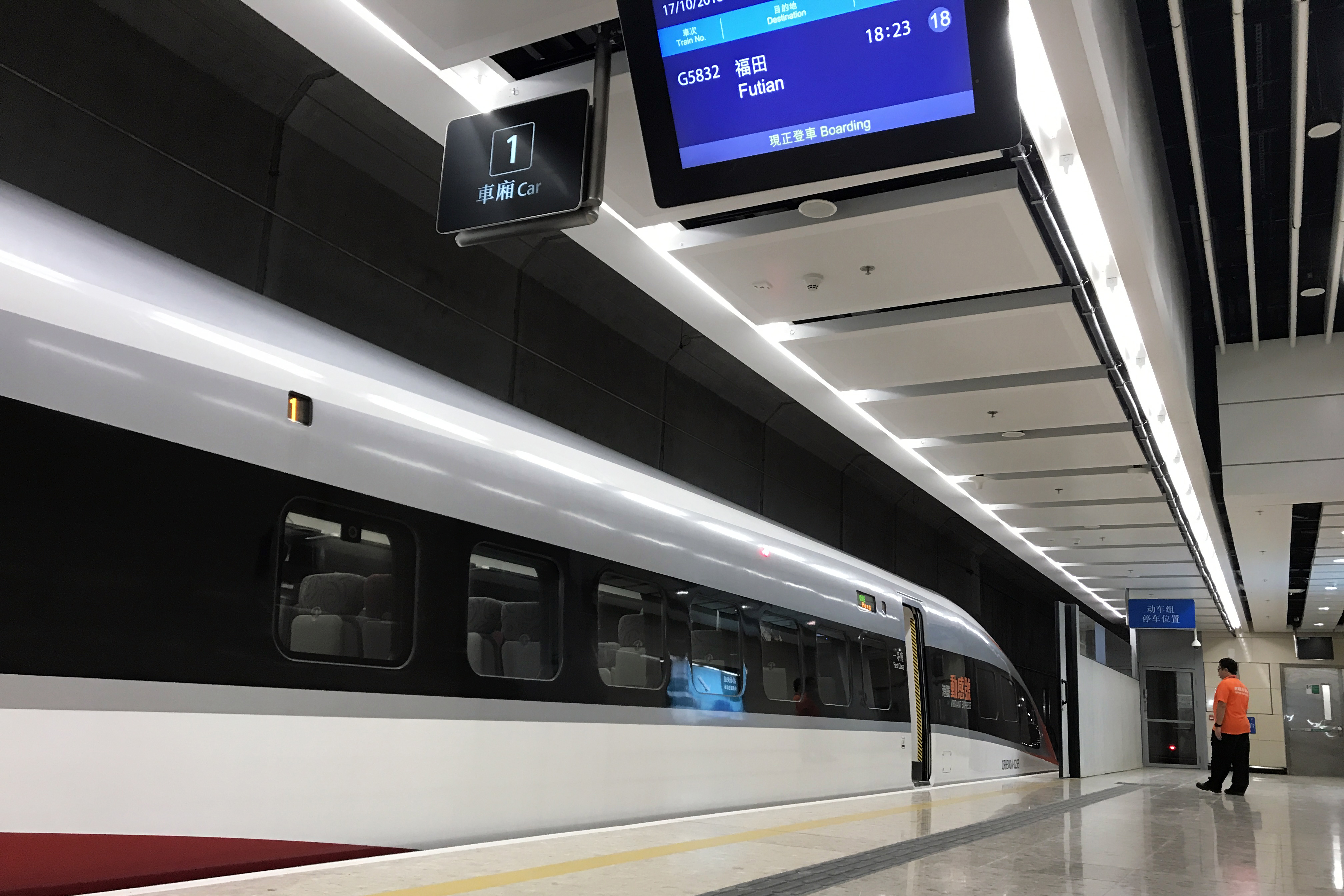
港铁CRH380A担当的G5832次列车在香港西九龍站等待開出

  - 每日開行25.5對（51班）的点对点列車，其中深圳北方向8班、香港方向4班列车中途会停靠福田站，其余均为直达列车。
  - 因长途车次交路原因，G5601~G5614次、G5617/8、G5619/56、G5657/8次列車由中国铁路廣州局集團擔當，G5615/6次列車由中国铁路成都局集團擔當外，其餘由港鐵公司擔當。

- 香港西九龙至福田：
  - 每日開行19對（38班）的点对点列車。
  - 除G5801/2、G5803/4次列車由廣州局集團擔當外，其餘由港鐵公司擔當。

此外，在周末（星期五、六、日）及公眾假期时，深港点对点间将视情况加开数趟临时车次。

### 使用列车
目前，由港铁公司担当的班次会使用動感號高速電動列車（CRH380A）。广州局集团担当的班次则会使用和谐号CRH1A-A型电力动车组、复兴号CR400AF/AF-A/AF-S型电力动车组、复兴号CR400BF型电力动车组和复兴号CR300AF型电力动车组。成都局集团担当的班次则会使用复兴号CR400AF-Z型智能动车组（重联運行）。

### 过路班次
目前除北行2班和南行1班来往广州南站的穗港列車为直达班次不停深圳北站外，所有过路列车均会停靠深圳北站。
另外，肇港列车、北行10班/南行7班穗港列車、北行的福港列车、北行2班/南行1班的汕港列车以及南行的梅港列车均会停靠福田站。
除特殊情况外，当天亦会有部分过路班次晚于深港点对点间列车最后一班开行的时间，其中香港西九龙至福田、深圳北最晚开车时间为23时0分（G5608次），深圳北、福田至香港西九龙最晚开车时间分别为22时21分（G6563次）及22时31分（G6563次）。

## 載客首列班次
該線於2018年9月23日的G5711次由深圳北開往香港西九龍，及G5736次由香港西九龍開往深圳北之列車，分別為使用廣深港高速鐵路香港段南行及北行載客首班列車，因此吸引大量市民搶購車票乘搭，亦被傳媒廣泛報導。
中國鐵路總公司與港鐵公司於2018年9月10日早上8時分別於中國內地及香港同步發售首班車次之車票，由深圳北開往香港西九龍及由各香港西九龍開往深圳北之首班列車，車票於開售後不久同告售罄。

### 北行G5736次列車
首發當日之G5736次列車，亦為港鐵動感號高速動車組售票載客之首班車，編定於早上7時從香港西九龍站出發，7時19分到達深圳北站。惟港鐵以涉及過境口岸為由，一度未有安排記者於西九龍站內地口岸區、月台及首發列車上採訪，多間傳媒機構亦因此派員於港鐵於柯士甸站所設定的位置區內排隊等候，而時任香港記者協會主席楊健興亦批評港鐵要求記者通宵輪候購票，會令傳媒出現技術困難，最終港鐵安排傳媒使用回鄉證作實名登記後離開，但仍需派員留守，記者需於9月9日早上6時返回柯士甸站排隊處等候購票。

### 南行G5711次列車
而深圳前往香港西九龙的首班列車為G5711次列車，編定於早上6时44分從深圳北站出發，7時03分到達香港西九龍站。負責列車為和谐号CRH1A-A型电力动车组。

## 外部連結
- 港鐵高速鐵路短途列車時間表 （页面存档备份，存于）